# Losail International Circuit

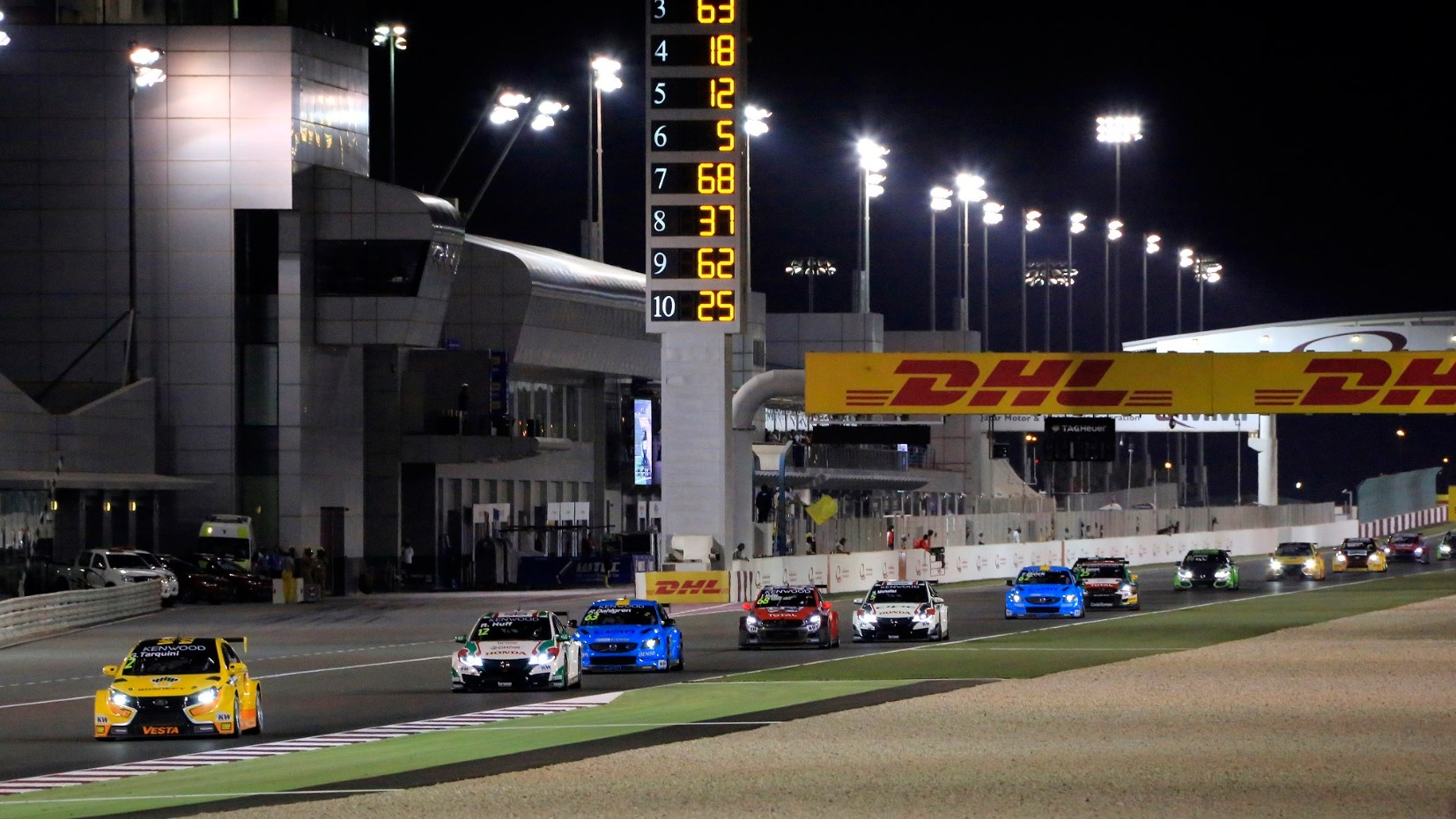
Závod FIA WTCC v Kataru

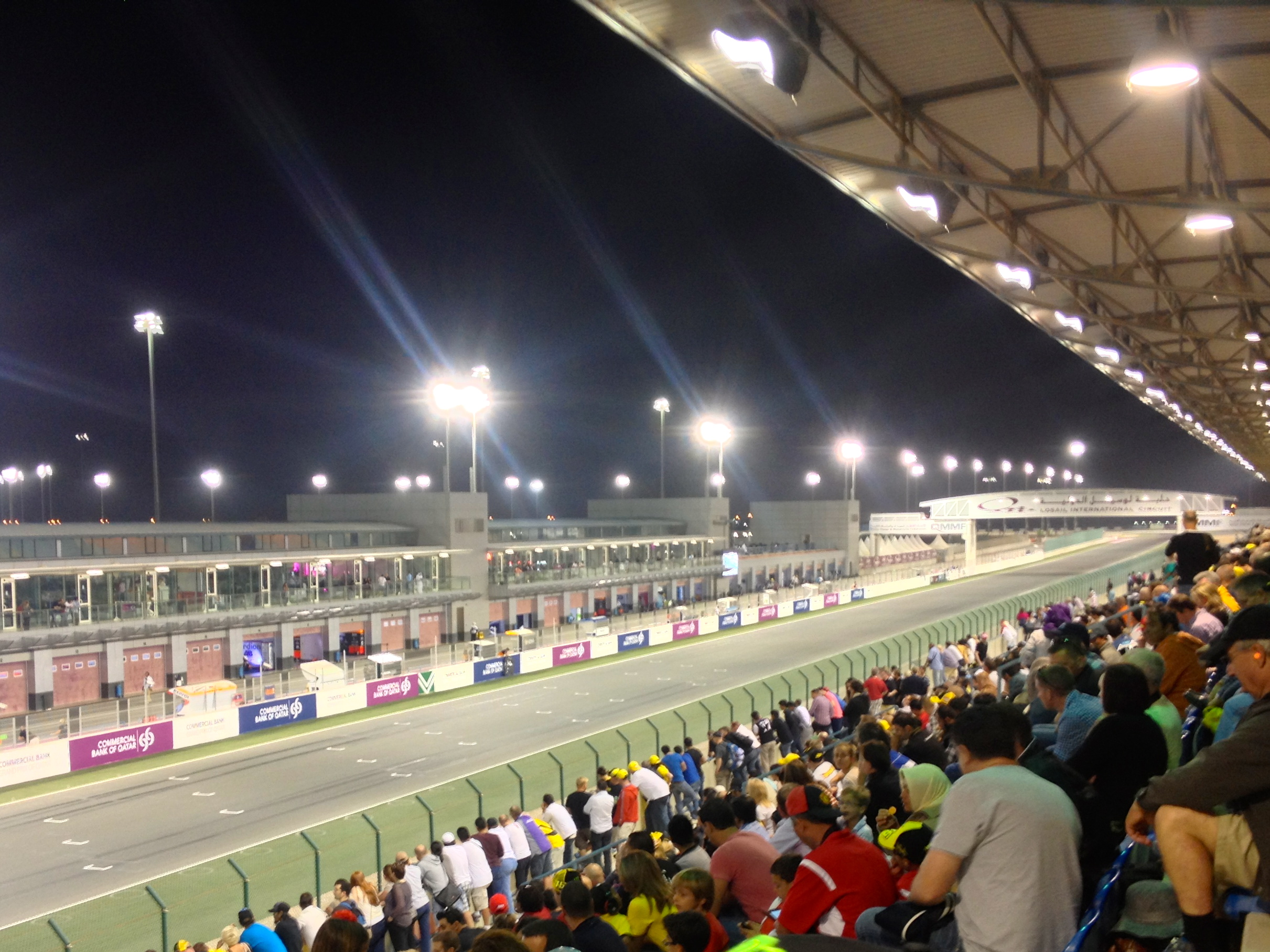
Pohled z tribuny

Losail International Circuit (arabsky حلبة لوسيل الدولية‎) je motoristický okruh nacházející se nedaleko města Lusail, severně od Katarského Dauhá.
Trať byla postavena za necelý rok, okruh stavělo 1 000 pracovníků a náklady vyšly na 58 milionů dolarů. Jako první se na okruhu konal závod silničních motocyklů v roce 2004.
Trať je 5,418 km dlouhá, hlavní rovinka měří 1,068 km. Okruh je obklopen umělou trávou, která zabraňuje proniknutí písku na trať.
V roce 2007 byl okruh doplněn o venkovní osvětlení, díky kterému se zde mohou konat noční závody. Prvním nočním závodem v historii byla Velká cena Kataru v březnu 2008.
V roce 2021 se na okruhu poprvé konal závod formule 1, úvodní ročník Grand Prix Kataru vyhrál Lewis Hamilton. Z důvodu pořádání fotbalového mistrovství světa se v roce 2022 závod nekonal, formule 1 se má opět do Kataru vrátit v roce 2023. Předtím proběhla na okruhu rekonstrukce, po které se kapacita areálu rozšířila z 8 na 52 tisíc diváků.
Od roku 2004 se na okruhu Losail koná také závod Velká cena Kataru silničních motocyklů, který je součástí Mistrovství světa silničních motocyklů. První ročník MotoGP v Kataru se uskutečnil v roce 2004 a vítězem se stal Španěl Sete Gibernau. 

## Statistika

### Motocykly
| Rok  | Jezdec                | Konstruktér | Pneu | Čas           | Délka kola | Počet kol | Rychlost     | Datum        | Grand Prix |
| ---- | --------------------- | ----------- | ---- | ------------- | ---------- | --------- | ------------ | ------------ | ---------- |
| 2004 | Sete Gibernau         | Honda       | M    | 44:01,741 min | 5,380 km   | 22        | 161,294 km/h | 2. říjen     | Katar      |
| 2005 | Valentino Rossi       | Yamaha      | M    | 43:33,759 min | 5,380 km   | 22        | 163,020 km/h | 1. říjen     | Katar      |
| 2006 | Valentino Rossi       | Yamaha      | M    | 43:22,229 min | 5,380 km   | 22        | 163,743 km/h | 8. duben     | Katar      |
| 2007 | Casey Stoner          | Ducati      | B    | 43:02,788 min | 5,380 km   | 22        | 164,975 km/h | 10. březen   | Katar      |
| 2008 | Casey Stoner          | Ducati      | B    | 42:36,587 min | 5,380 km   | 22        | 166,666 km/h | 9. březen    | Katar      |
| 2009 | Casey Stoner          | Ducati      | B    | 42:53,984 min | 5,380 km   | 22        | 165,539 km/h | 13. duben    | Katar      |
| 2010 | Valentino Rossi       | Yamaha      | B    | 42:50,099 min | 5,380 km   | 22        | 165,790 km/h | 11. duben    | Katar      |
| 2011 | Casey Stoner          | Honda       | B    | 42:38,569 min | 5,380 km   | 22        | 166,537 km/h | 20. březen   | Katar      |
| 2012 | Jorge Lorenzo         | Yamaha      | B    | 42:44,214 min | 5,380 km   | 22        | 166,170 km/h | 8. duben     | Katar      |
| 2013 | Jorge Lorenzo         | Yamaha      | B    | 42:39,802 min | 5,380 km   | 22        | 166,457 km/h | 7. duben     | Katar      |
| 2014 | Marc Márquez          | Honda       | B    | 42:40,561 min | 5,380 km   | 22        | 166,407 km/h | 23. březen   | Katar      |
| 2015 | Valentino Rossi       | Yamaha      | B    | 42:35,717 min | 5,380 km   | 22        | 166,723 km/h | 29. březen   | Katar      |
| 2016 | Jorge Lorenzo         | Yamaha      | M    | 42:28,452 min | 5,380 km   | 22        | 167,198 km/h | 20. březen   | Katar      |
| 2017 | Maverick Viñales      | Yamaha      | M    | 38:59,999 min | 5,380 km   | 20        | 165,539 km/h | 26. březen   | Katar      |
| 2018 | Andrea Dovizioso      | Ducati      | M    | 42:34,654 min | 5,380 km   | 22        | 166,792 km/h | 18. březen   | Katar      |
| 2019 | Andrea Dovizioso      | Ducati      | M    | 42:36,902 min | 5,380 km   | 22        | 166,645 km/h | 10. březen   | Katar      |
| 2021 | Maverick Viñales      | Yamaha      | M    | 42:28,663 min | 5,380 km   | 22        | 167,184 km/h | 28. březen   | Katar      |
| 2021 | Fabio Quartararo      | Yamaha      | M    | 42:23,997 min | 5,380 km   | 22        | 167,491 km/h | 4. duben     | Dauhá      |
| 2022 | Enea Bastianini       | Ducati      | M    | 42:13,198 min | 5,380 km   | 22        | 168,205 km/h | 6. březen    | Katar      |
| 2023 | Fabio Di Giannantonio | Ducati      | M    | 41:43,654 min | 5,380 km   | 22        | 170,100 km/h | 11. listopad | Katar      |
| 2024 | Francesco Bagnaia     | Ducati      | M    | 39:34,869 min | 5,380 km   | 21        | 171,200 km/h | 10. březen   | Katar      |
| 2025 | Marc Márquez          | Ducati      | M    | 41:29,186 min | 5,380 km   | 22        | 171,100 km/h | 13. duben    | Katar      |

### Formule 1
| No. | Rok  | Jezdec         | Konstruktér | Motor      | Pneu | Čas           | Délka kola | Počet kol | Rychlost     | Datum        |
| --- | ---- | -------------- | ----------- | ---------- | ---- | ------------- | ---------- | --------- | ------------ | ------------ |
| 1   | 2021 | Lewis Hamilton | Mercedes    | Mercedes   | P    | 1:24:28,471 h | 5,380 km   | 57        | 227,633 km/h | 21. listopad |
|     |      |                |             |            |      |               |            |           |              |              |
| 2   | 2023 | Max Verstappen | Red Bull    | Honda RPBT | P    | 1:27:39,168 h | 5,419 km   | 57        | 231,364 km/h | 8. říjen     |
| 3   | 2024 | Max Verstappen | Red Bull    | Honda RPBT | P    | 1:31:05,323 h | 5,419 km   | 57        | 203,461 km/h | 1. prosinec  |